# Заслуховье
Заслуховье — деревня в Ям-Тёсовском сельском поселении Лужского района Ленинградской области.

## Название
Происходит от небольшой реки Слухвы, впадающей в озеро Пристанское на восточной окраине деревни.

## История
ЗАСЛУХОВЬЕ — деревня при озере Пристанском. Пристанского сельского общества, прихода села Успенского.
 
Крестьянских дворов — 26. Строений — 160, в том числе жилых — 27. 3 ветряных мельницы.

Число жителей по семейным спискам 1879 г.: 81 м. п., 69 ж. п.; по приходским сведениям 1879 г.: 79 м. п., 70 ж. п.

В конце XIX — начале XX века деревня административно относилась к Тёсовской волости 3-го стана 3-го земского участка Новгородского уезда Новгородской губернии.

ЗАСЛУХОВЬЕ — деревня Пристанского сельского общества, дворов — 41, жилых домов — 40, число жителей: 90 м. п., 104 ж. п. 

Занятия жителей — земледелие, выпас телят. Часовня. (1907 год)

В начале XX века близ деревни находились сопка и жальник.

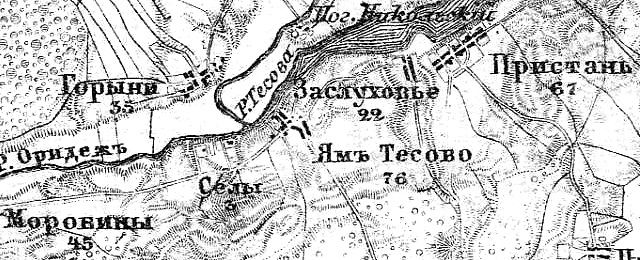
Деревня Заслуховье на карте 1915 года

Согласно карте из «Исторического атласа Санкт-Петербургской Губернии» 1915 года деревня Заслуховье насчитывала 22 крестьянских двора.
С 1917 по 1927 год деревня Заслуховье входила в состав Тёсовской волости Новгородского уезда Новгородской губернии.
С 1927 года, в составе Ям-Тёсовского сельсовета Оредежского района.
С 1928 года, в составе Пристанского сельсовета. В 1928 году население деревни Заслуховье составляло 169 человек.
По данным 1933 года деревня называлась Заслуковье и входила в состав Пристанского сельсовета Оредежского района.
C 1 августа 1941 года по 31 января 1944 года деревня находилась в оккупации.
С 1959 года, в составе Лужского района.
В 1965 году население деревни Заслуховье составляло 135 человек.
По данным 1966 и 1973 годов деревня Заслуховье также входила в состав Пристанского сельсовета Лужского района.
По данным 1990 года деревня Заслуховье входила в состав Ям-Тёсовского сельсовета.
В 1997 году в деревне Заслуховье Ям-Тёсовской волости проживали 60 человек, в 2002 году — 55 человек (русские — 87 %).
В 2007 году в деревне Заслуховье Ям-Тёсовского СП проживали 52 человека, в 2010 году — 47, в 2013 году — 59.

## География
Деревня расположена в восточной части района на автодороге 41А-004 (Павлово — Мга — Луга).
Расстояние до административного центра поселения — 1 км.
Расстояние до ближайшей железнодорожной станции Чолово — 17 км.
Деревня расположена на южном берегу Пристанского озера — разлива реки Тёсова.

## Демография
| 1879 | 1909 | 1928 | 1965 | 1997 | 2007 | 2010 |
| ---- | ---- | ---- | ---- | ---- | ---- | ---- |
| 150  | ↗194 | ↘169 | ↘135 | ↘60  | ↘52  | ↘47  |
| 2013 | 2017 |      |      |      |      |      |
| ↗59  | ↘46  |      |      |      |      |      |

## Достопримечательности
Деревянная часовня во имя Преображения Господня и святого Климента — папы Римского, постройки ранее начала XVIII века.

## Улицы
Центральная.